# Rio-Andirio (most)

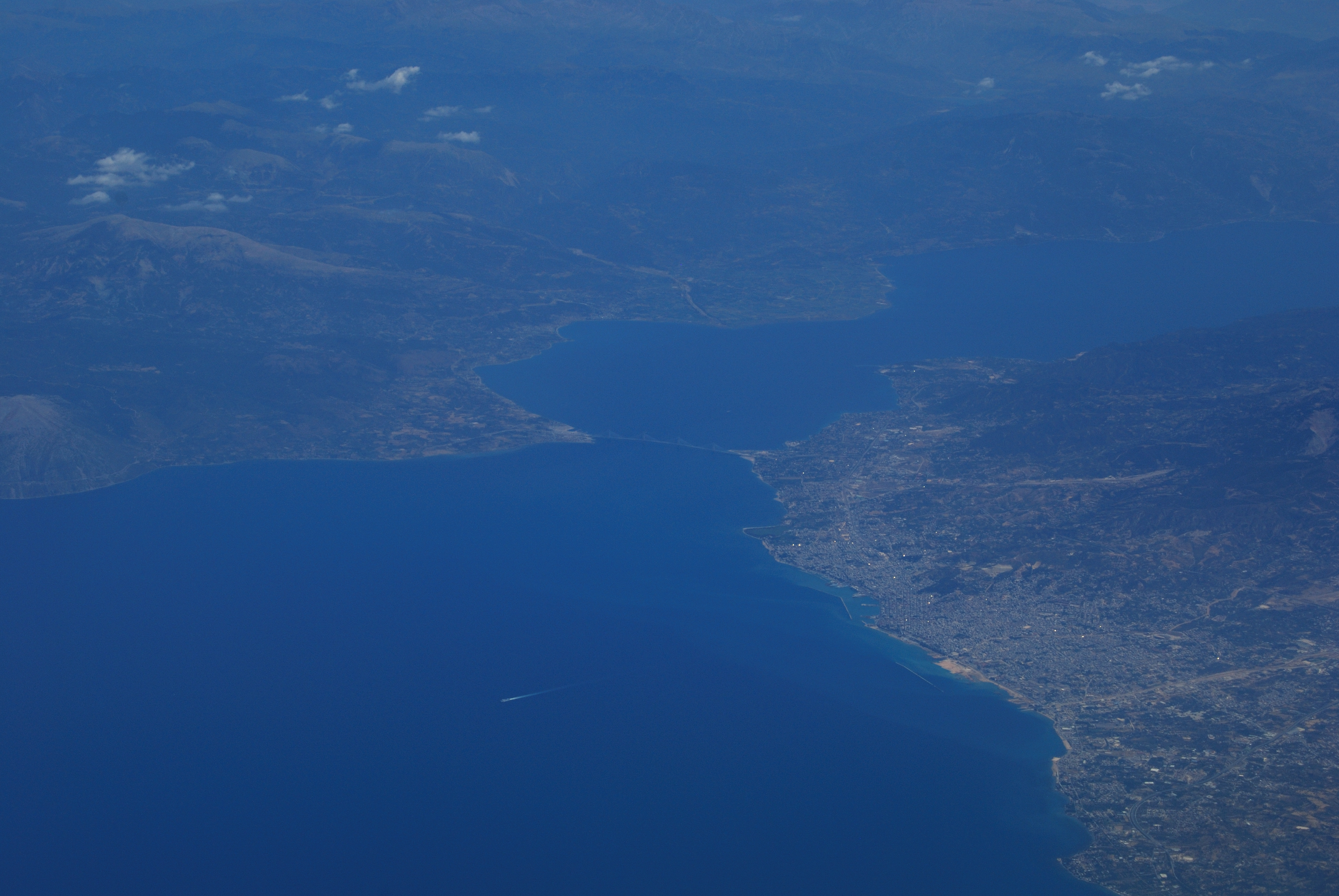
Położenie mostu, spinającego Peloponez z kontynentalną Grecją.

Most Rio-Andirio im. Charilaosa Trikupisa (gr. Γέφυρα Ρίου-Αντίρριου, Jefira Riu-Andiriu) – most wantowy (długość 2883 m, szerokość 27,2 m) w Grecji, nad cieśniną Rio-Andirio, pomiędzy Zatoką Patraską po stronie zachodniej a Zatoką Koryncką po stronie wschodniej, oddany do użytku 7 sierpnia 2004 roku, tuż przed inauguracją XXVIII Letnich Igrzysk Olimpijskich w Atenach. Całkowity koszt budowy mostu wyniósł ok. 630 000 000 €.
Most znacznie przyspieszył podróż między kontynentem a Peloponezem. Na dwóch brzegach cieśniny położone są miejscowości o nazwach Rio oraz Andirio, od których most przyjął swą nazwę, podobnie jak położone obok dwa zabytkowe forty artyleryjskie. Zwiedzający most zwykle kierują się też do odległego o 10 km i także uznawanego za dużą atrakcję turystyczną miasteczka i zespołu fortyfikacji Nafpaktos.

## Wyzwania techniczne

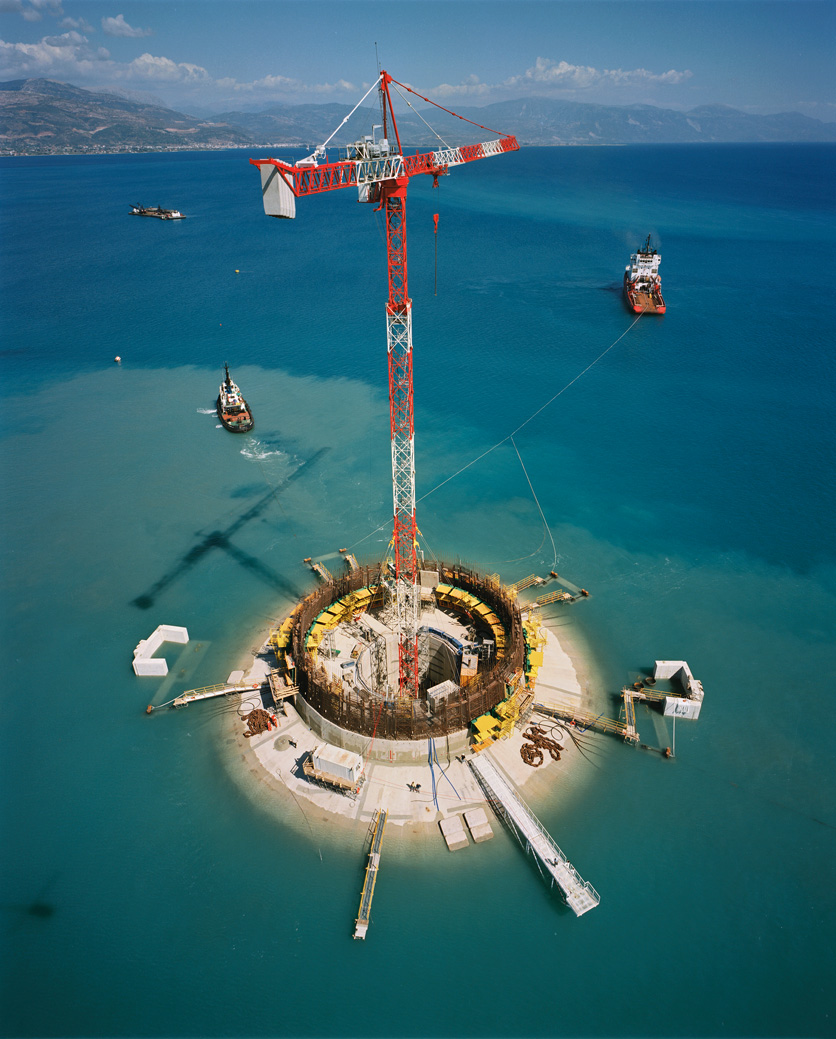
Pylony mostu w stadium powstawania konstrukcji.

Sejsmolodzy i historycy wskazują na bardzo wysoką aktywność geofizyczną okolicy Rio. Ponadto pylony mostu posadowiono na niestabilnym, skalnym rumowisku, o miąższości ok. 450 metrów, pod którym przebiega także uskok tektoniczny, oddzielający Peloponez od kontynentu. Konstrukcję zaprojektowano jako odporną na wstrząsy tektoniczne o sile co najmniej 7 stopni w skali Richtera. W chwili otwarcia był to najdłuższy na świecie most wantowy.

## Eksploatacja mostu
Dziennie przejeżdża nim ok. 11 000 pojazdów. Przejazd mostem jest płatny: 15,40 euro samochód, 65 euro autokar turystyczny.

## Historyczność idei
Pomysłodawcą budowy mostu w tym miejscu był Charilaos Trikupis, liberalny polityk, w latach 1875-1895 siedmiokrotnie mianowany premierem rządu Grecji. Także inicjator budowy słynnej górskiej wąskotorówki w wąwozie Wuraikos z Diakopto do Kalawrity, 40 km na wschód-południowy wschód od Rio.

## Krytyka inwestycji
W okresie oddawania mostu do użytku, inwestowanie weń tak wysokiej kwoty spotkało się z krytyką. Wskazywano na szczupłą i przeciążoną sieć drogową od strony Patras oraz nieistniejącą jeszcze nowoczesną sieć drogową po drugiej stronie przeprawy. "The Economist" pisał o moście "znikąd, aż na sam koniec nikąd". 

## Bieżące użytkowanie
Przez most prowadzi droga krajowa GR-48 (która jest częścią międzynarodowej trasy E65) (Rio - Andirio - Nafpaktos - Trikorfo - Delfy - Liwadia) oraz trasa drogi krajowej GR-5 (część trasy E55: Rio – Andirio – Missolungi – Janina).

## Przypisy

Wymiary mostu